# Купин
Ку́пин — село в Україні, у Городоцькій міській територіальній громаді Хмельницького району Хмельницької області. Колишнє містечко.

## Географія
Село Купин розташовано на обох берегах річки Смотрич, лівої притоки Дністра.

## Історія
Село (колись містечко) Купин відоме від 1407 року. Тоді його володарем був такий собі Богуслав зі Стахова. У XVI столітті власниками містечка (як і більшості довколишніх сіл) були Замойські, від 1637 року – Гербурти.
В документі за 1526 рік мова йде про власницю сіл Купина, Олексинця та Скіпче, яка вела переговори про продаж своїх маєтків разом із селянами, але в останній момент відмовилась від своїх намірів.
7 (20) листопада 1917 року, відповідно до Третього Універсалу Української Центральної Ради, увійшло до складу Української Народної Республіки.
З 1991 року в складі незалежної України.
10 серпня 2017 року шляхом об'єднання сільських рад, село увійшло до складу Городоцької міської громади, до цього органом місцевого самоврядування була Купинська сільська рада.
12 червня 2020 року, відповідно до розпорядження Кабінету Міністрів України № 727-р «Про визначення адміністративних центрів та затвердження територій територіальних громад Хмельницької області», увійшло до складу Городоцької міської громади.
19 липня 2020 року, в результаті адміністративно-територіальної реформи та ліквідації Городоцького району, увійшло до складу новоутвореного Хмельницького району.

## Населення
Населення становить 763 осіб станом на 2001 рік.

### Мова
Розподіл населення за рідною мовою за даними перепису 2001 року:
| Мова       | Кількість | Відсоток |
| ---------- | --------- | -------- |
| українська | 749       | 98.17%   |
| російська  | 14        | 1.83%    |
| Усього     | 763       | 100%     |

## Пам'ятки архітектури
- Млин побудований 1455 р., діючий до 2005 року
- Костел кармелітів.
- Рештки середньовічного замку.[6]
- Турецький міст.
- Старе єврейське кладовище.

## Пам'ятки природи
У Купині на р. Смотрич є мальовничий поріг з перепадом висоти близько 1,5 м, який називають Купинським водоспадом. Також, поблизу села знаходиться «Богданів дуб». З купинським Дубом пов’язана цікава легенда. Мовляв, влітку 1653 року на пагорбі, де стояв Дуб, отаборилося військо Богдана Хмельницького, саме у цьому місці колись був табір козаків. Для гетьманського шатра вибрали найпримітніше місце – біля Дуба. За легендою, до однієї з його гілок Богдан власноруч припнув свого коня. На ранок виявилося, що все листя на тій гілці обсипалося, а за кілька днів по тому вона взагалі всохла.

## Відомі люди
- Павло Богацький — український військовий діяч.
- Дереш Валерій Костянтинович (1982 -2015) - міліціонер національної поліції України, учасник російсько-української війни.
- Косовський Віталій Жоржович (1990 -2024) - сержант Збройних сил України, учасник російсько-української війни.
- Кушнір Олександр Іванович (2001 -2022) - військовослужбовець Збройних сил України, учасник російсько-української війни.
- Александер Томаш Стадніцький — кам'янецький підкоморій, дідич, був похований в костелі кармелітів Купина.[7]
- Ян Стадніцький — кам'янецький та любачівський каштелян, староста летичівський та балинський[8]
- Бондар Іван Севастянович (1919—1993) — український радянський актор.[9]

## Галерея

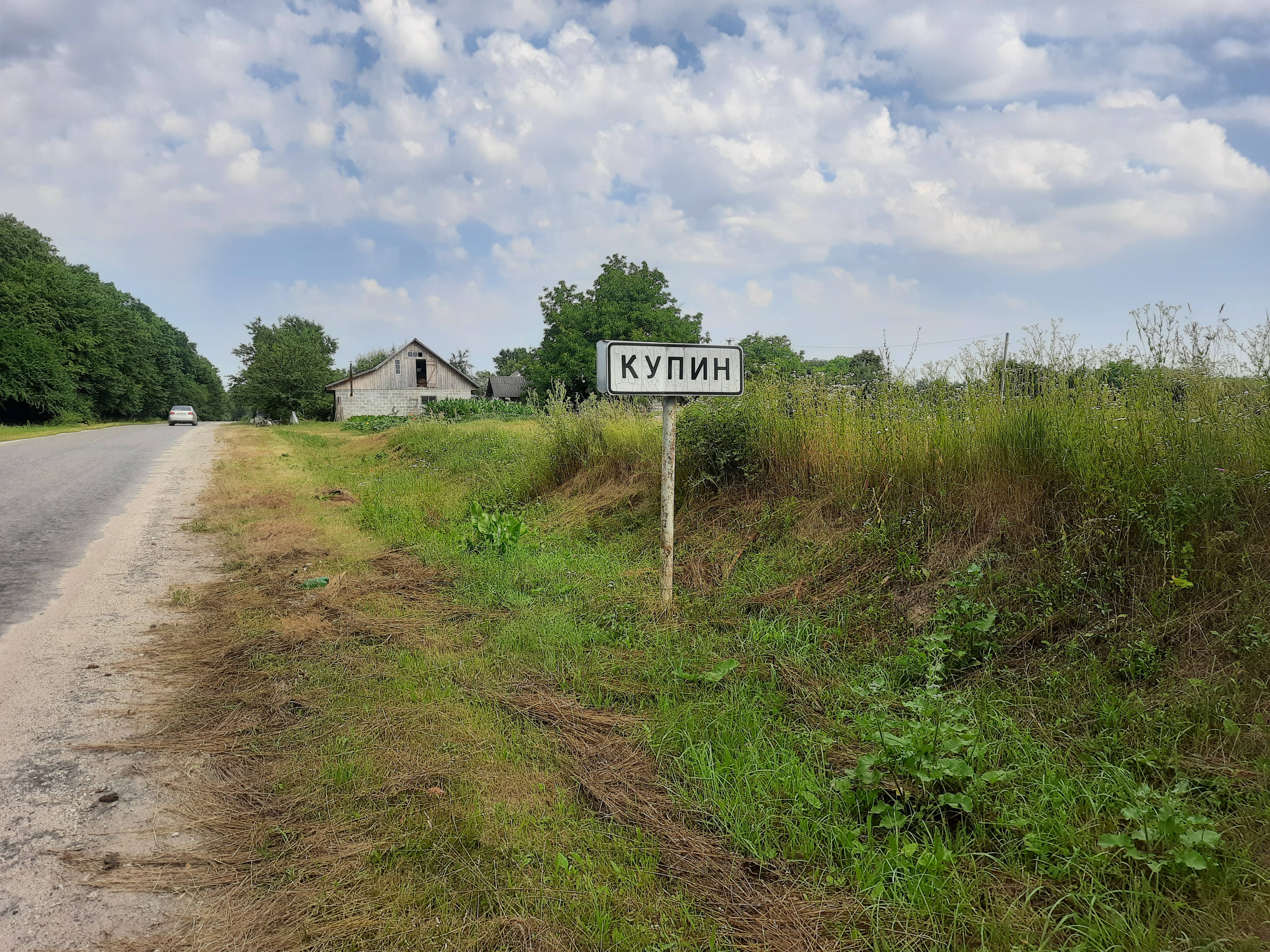
Дорожній знак при в'їзді в село
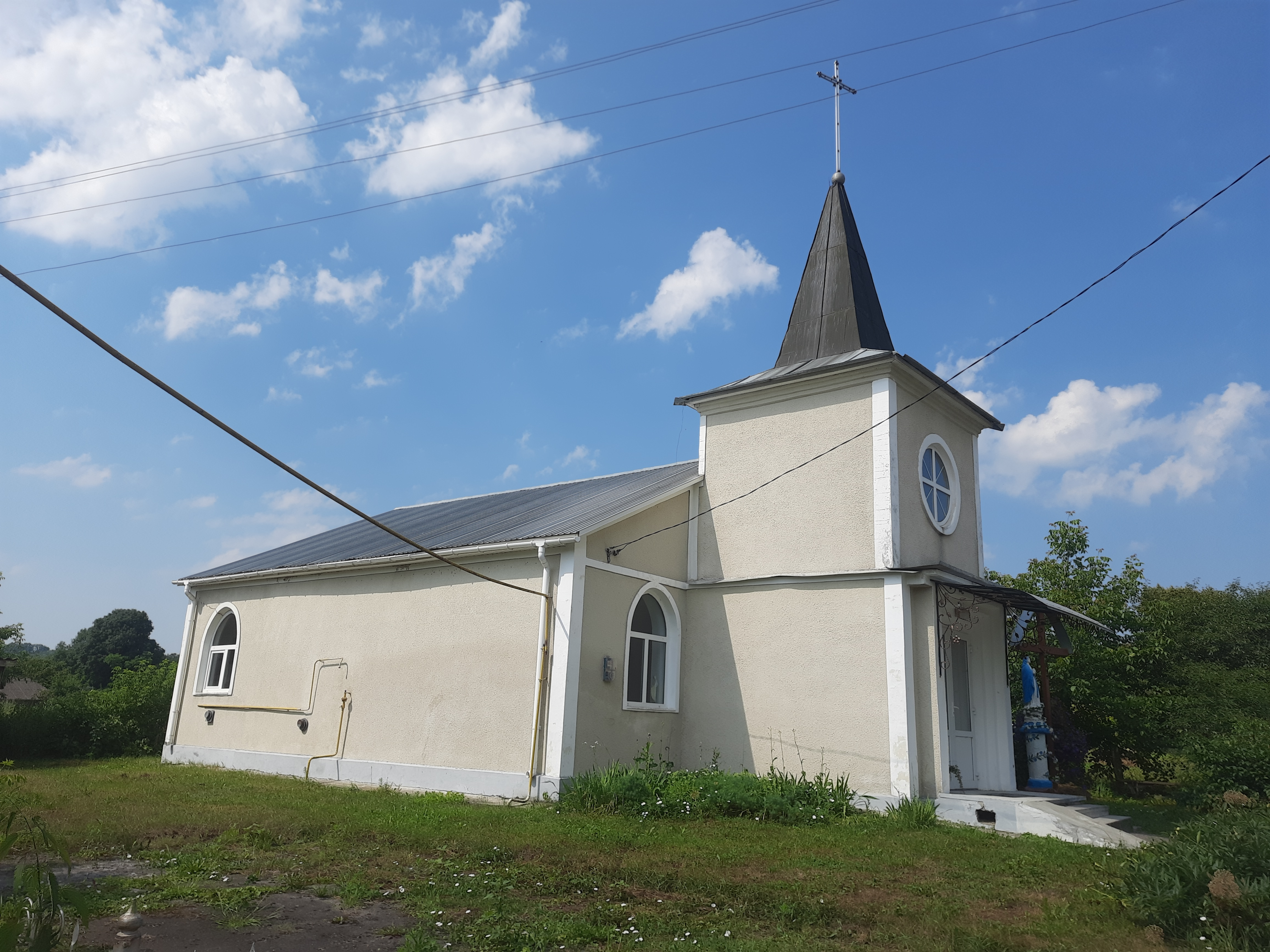
Костел
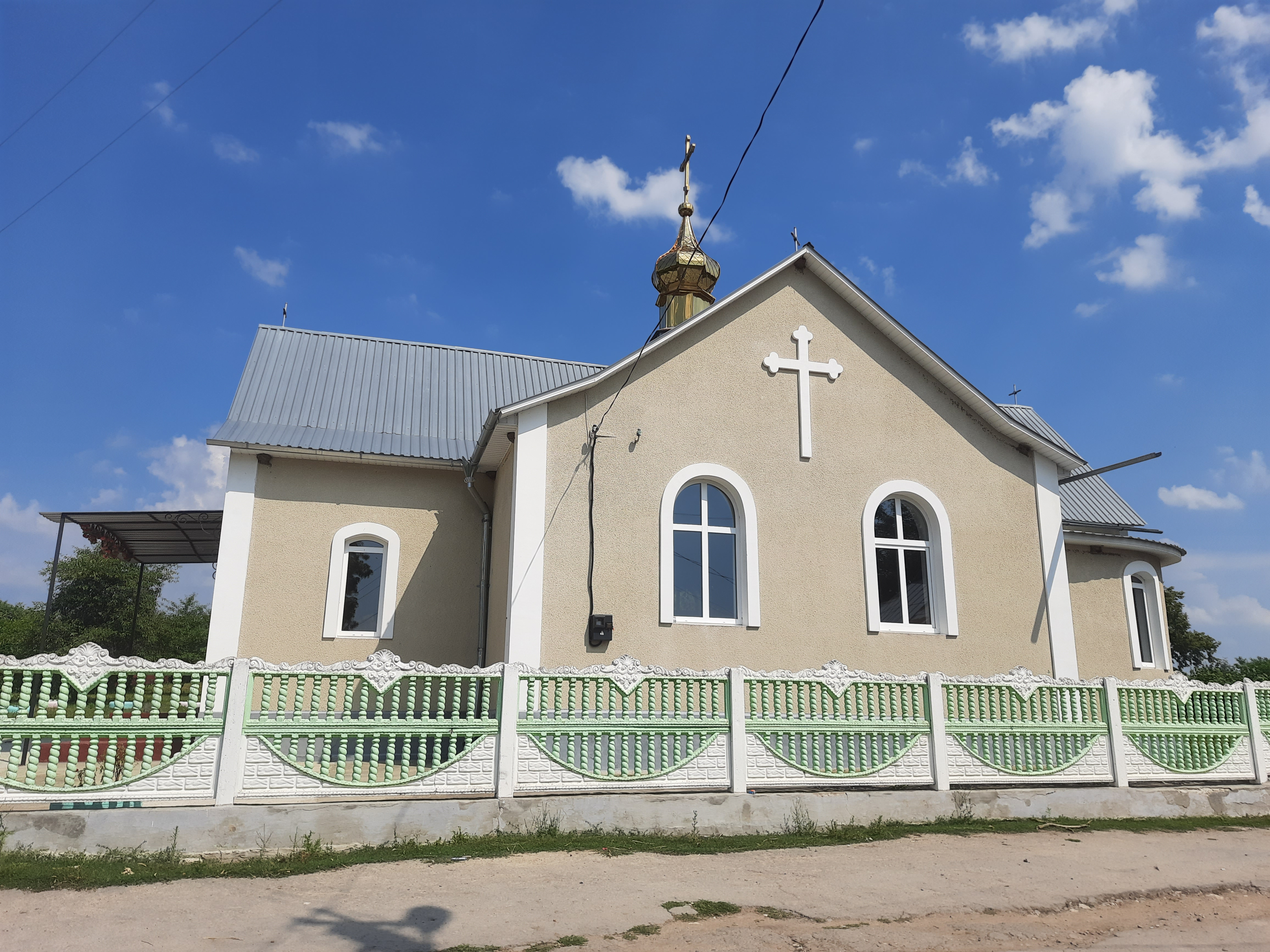
Андріївська церква
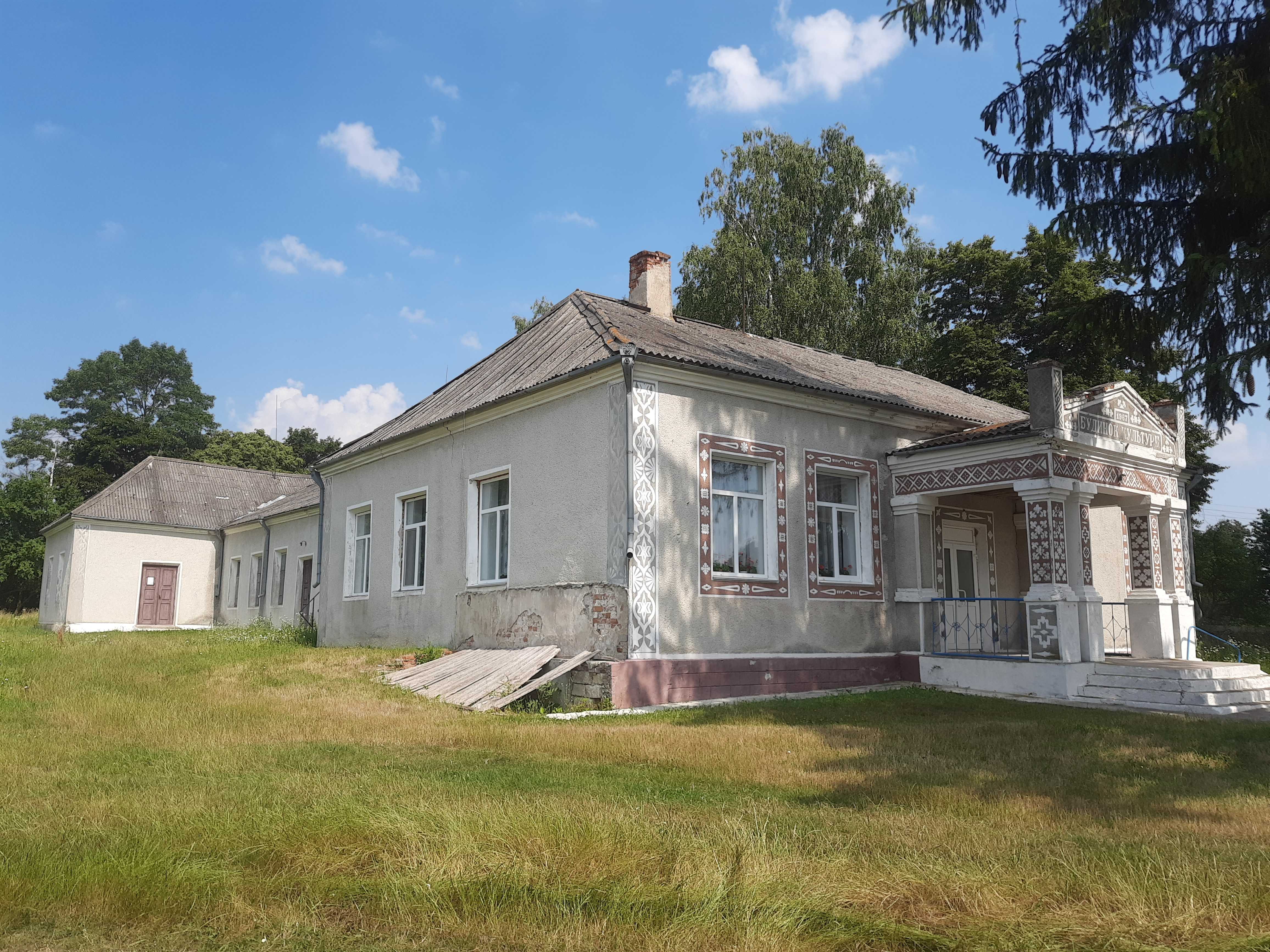
Будинок культури
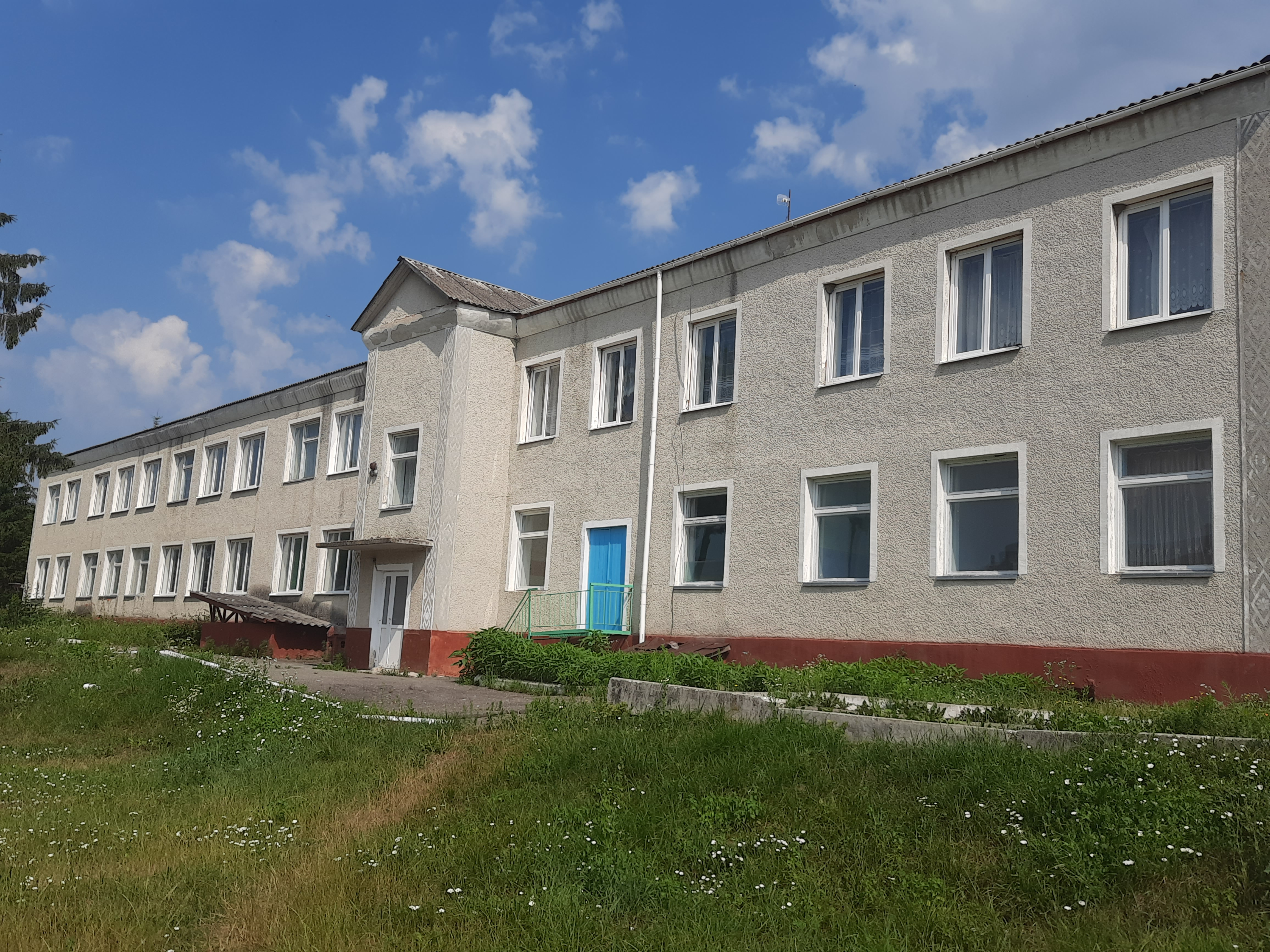
Школа
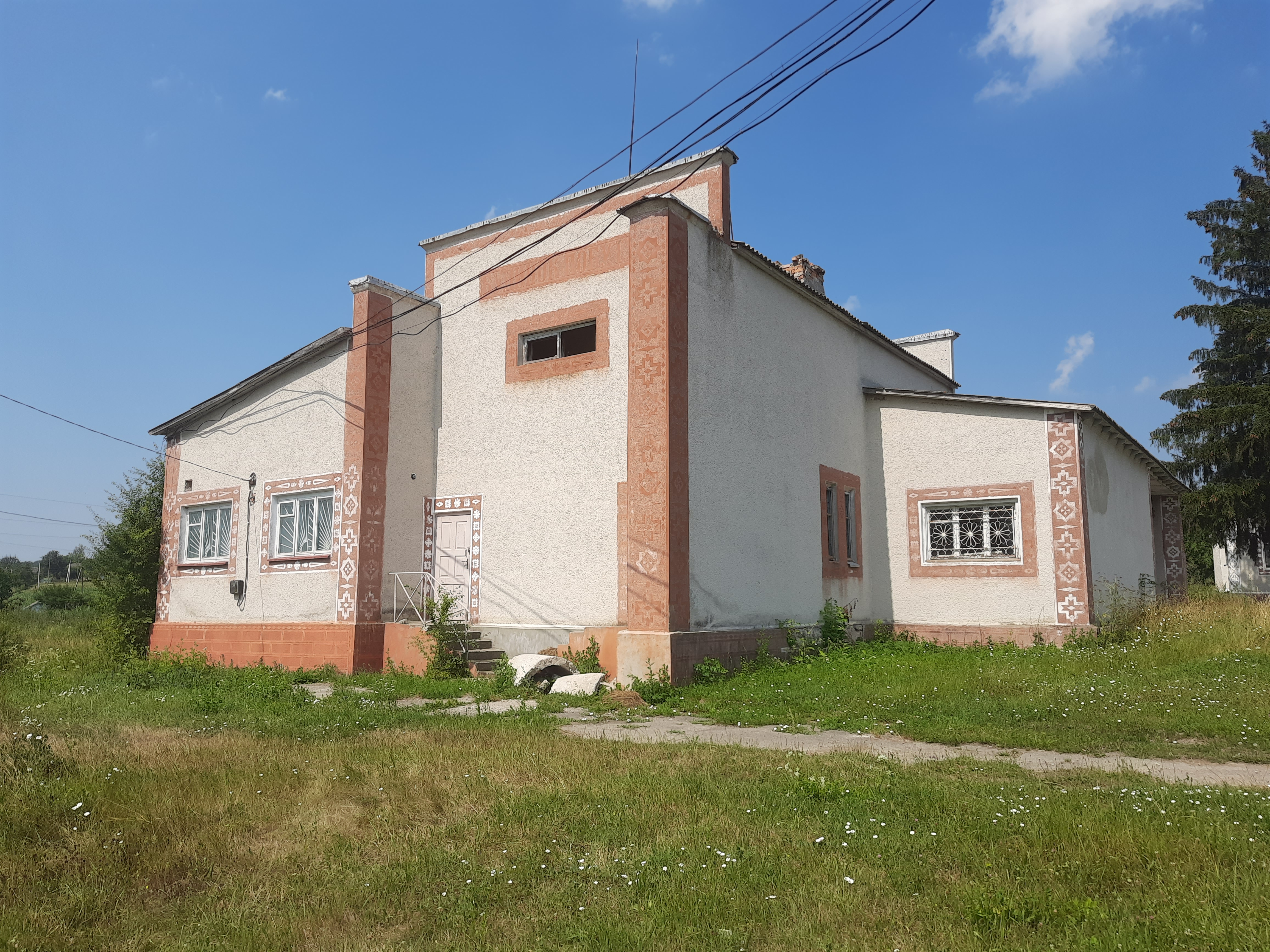
Будинок побуту
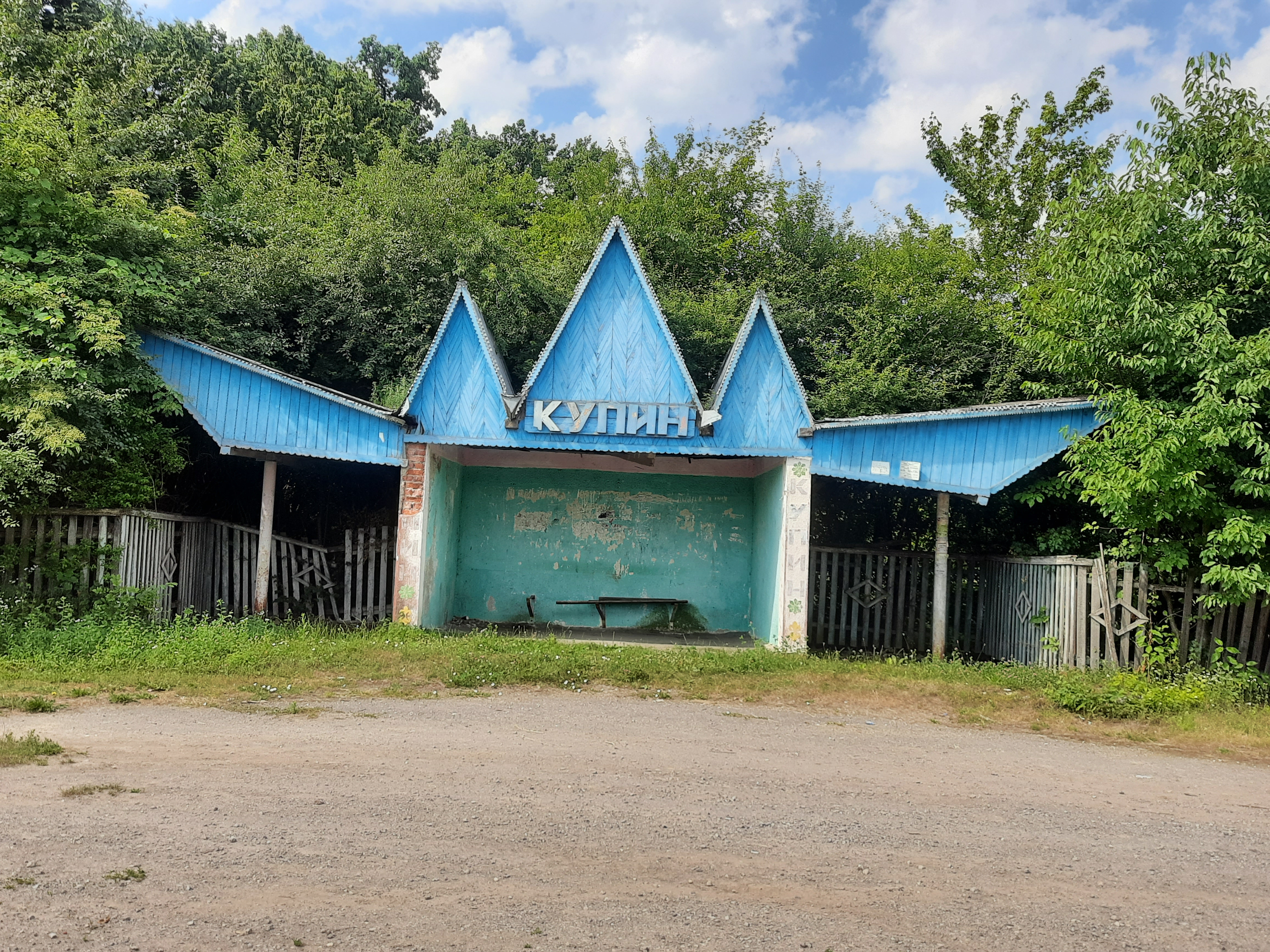
Автобусна зупинка
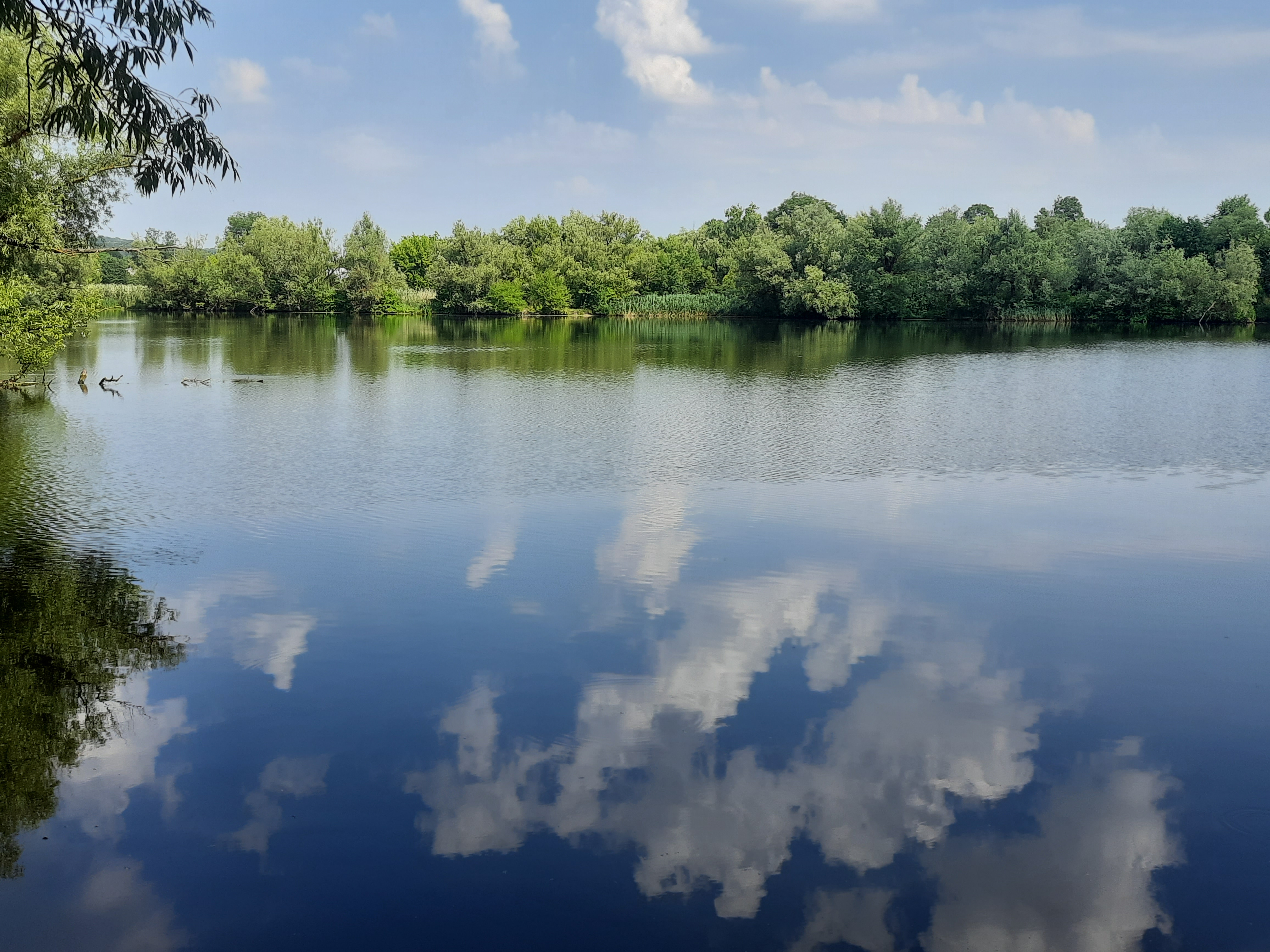
Став
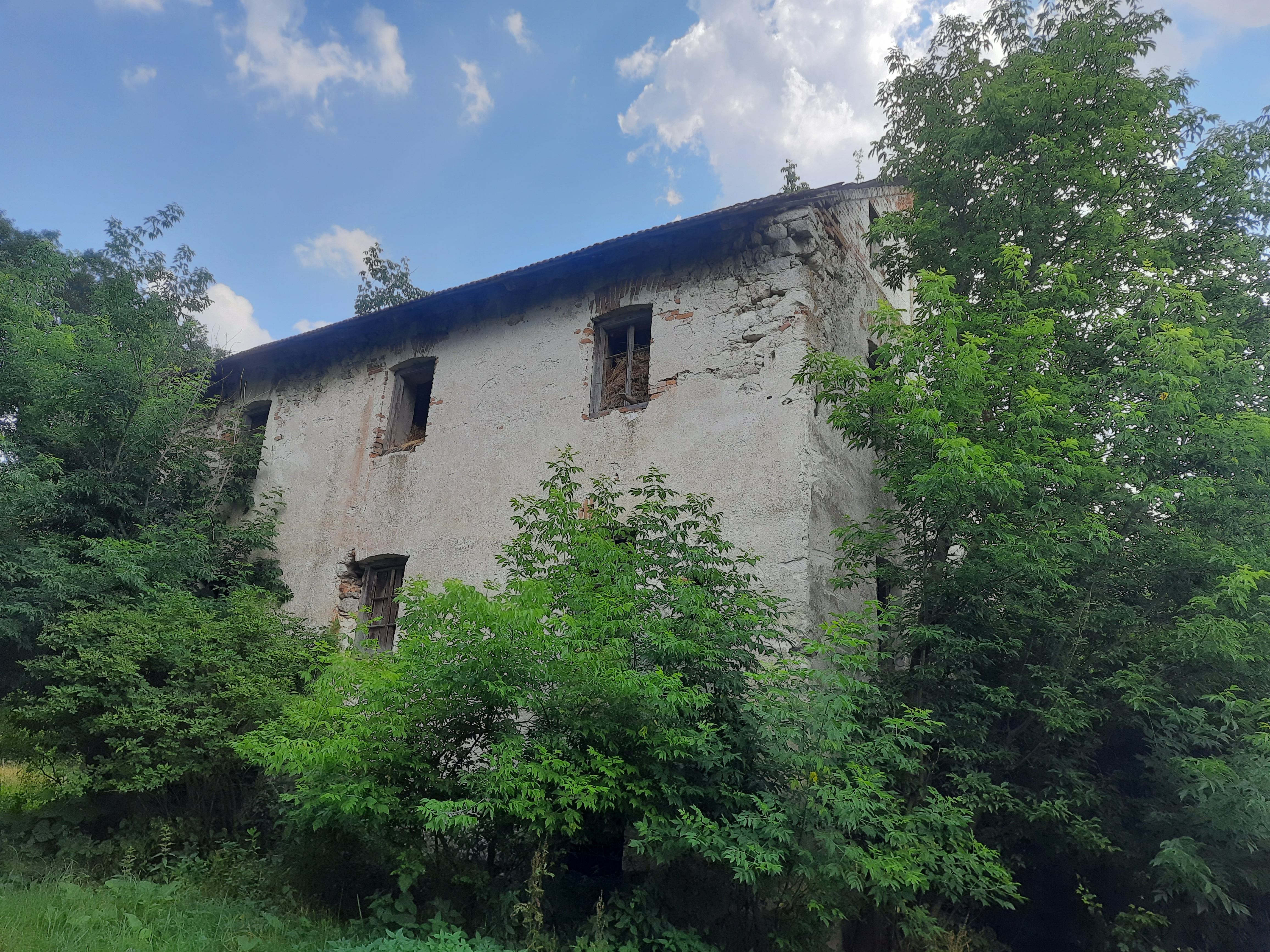
Млин N2
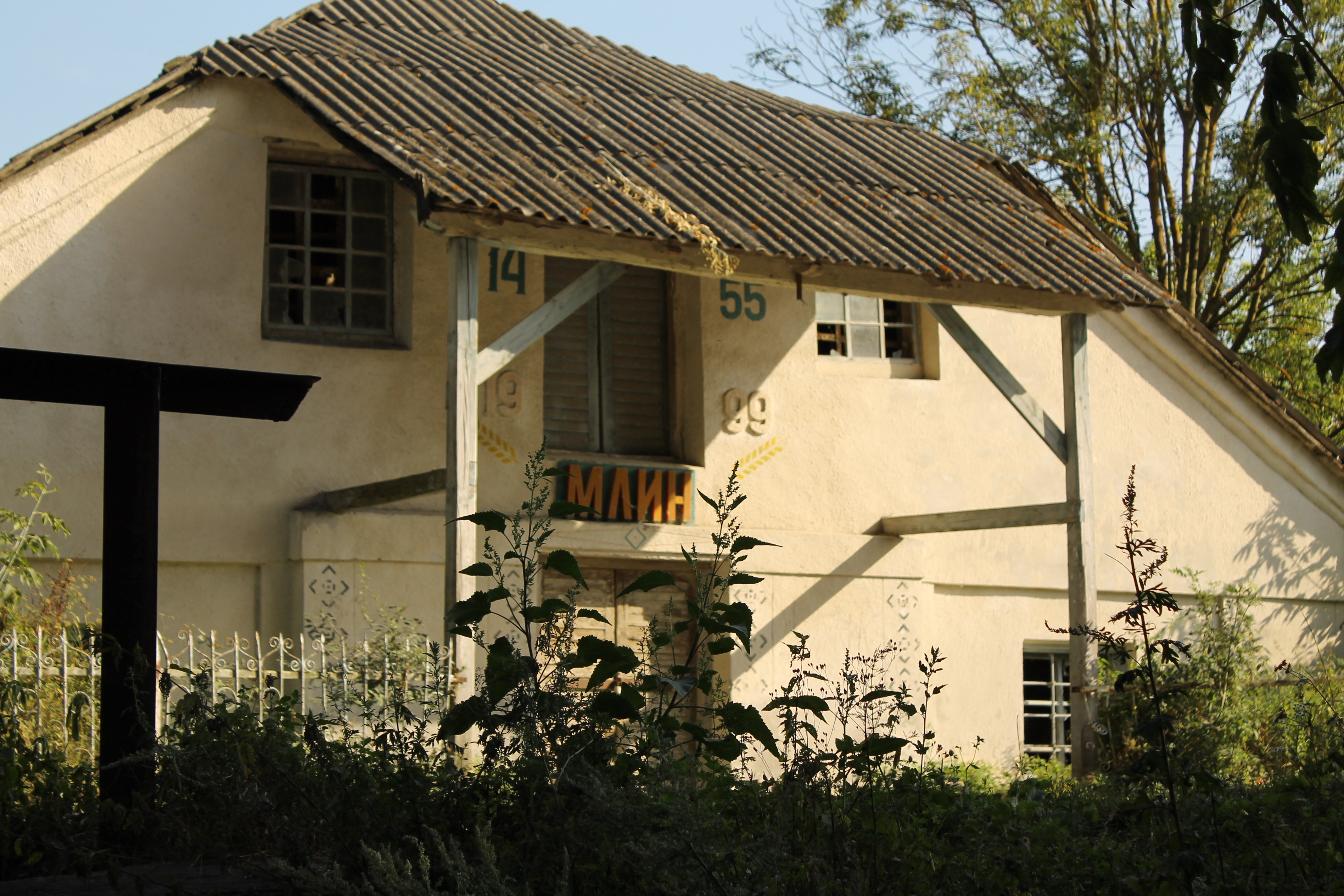
Водяний млин